# Lincoln Williams
Lincoln Alexander Williams (ur. 6 października 1993 w Brisbane) – australijski siatkarz, grający na pozycji atakującego, reprezentant Australii. 

## Sukcesy klubowe
Mistrzostwo Australii:
- 2012

Puchar Szwecji:
- 2013

Liga szwedzka:
- 2013

Schenker League:
- 2015

Liga estońska:
- 2016, 2017

Liga niemiecka:
- 2018

Liga francuska:
- 2021

Liga południowokoreańska:
- 2022[4], 2023[5]

## Sukcesy reprezentacyjne
Mistrzostwa Azji:
- 2019

## Nagrody indywidualne
- 2011: Najlepszy atakujący ligi australijskiej w sezonie 2010/2011